# Heilige Nicolaaskerk (Edam)
De Heilige Nicolaaskerk is een rooms-katholieke kerk in het centrum van Edam. De kerk is, net als de gotische Grote Kerk vernoemd naar de Heilige Nicolaas, de beschermheilige van onder andere schippers. De kerk is op 15 november 1967 opgenomen als Rijksmonument.

## Geschiedenis
De Grote Kerk en de H. Nicolaaskerk dragen vrijwel dezelfde naam omdat de H. Nicolaaskerk een voortzetting is van de oude Sint-Nicolaaskerk. Na de alteratie verlieten de rooms-katholieken de Grote Kerk om hun intrek te nemen in een schuilkerk op de hoek van de Grote Kerkstraat en de Grote Molensteeg. Hier verbleef het genootschap ongeveer 35 jaar. Tussen 1611 en 1614 werd op de plek van de moestuin van de huidige pastorie een kapel gebouwd. Rond 1700 werd deze kapel uitgebreid tot een zogenaamde biecht-kapel. Ruim 100 jaar later werd de kerk opnieuw uitgebreid en verbouwd. De ingang kwam nu op de Voorhaven uit, op deze plek stonden tot de verbouwing woningen. De verbouwde kerk werd op 19 mei 1825 ingezegend. Nog geen 25 jaar later, in 1846, besloot de toenmalige pastoor om de kerk opnieuw te gaan verbouwen. De kerk moest groot genoeg worden voor de 500 Edamse en 1000 Volendamse katholieken, plus toekomstige katholieken. De kerk uit 1825 werd deels afgebroken, het overgebleven deel werd ingericht als biechtkapel en pastorie.  Op 28 september 1846 werd de eerste steen gelegd en op 26 oktober 1847 werd de door Waterstaatsopzichter Hermanus Hendrik Dansdorp ontworpen kerk ingewijd. Na deze  uitbreiding gingen de Volendammers echter over naar de Sint-Vincentiuskerk

## Interieur
Van het originele interieur is niet veel overgebleven. Gipsornamenten zijn verwijderd, wandschilderingen zijn overschilderd en er zijn twee zijaltaren gesloopt.